# Gerhard Kretschmar
Gerhard Herbert Kretschmar (20 février 1939 - 25 juillet 1939) était un enfant allemand né avec de graves handicaps.  Après avoir reçu une pétition écrite par les parents de l'enfant, Adolf Hitler a autorisé l'un de ses médecins personnels, Karl Brandt, à mettre à mort Gerhard.  Cet évènement a marqué le début du programme d'euthanasie forcée des handicapées, en Allemagne nazie, « Aktion T4 » qui a finalement abouti au massacre d'environ 200 000 handicapés mentaux ou physiques. 

## Identité
Jusqu'à récemment, l'identité de l'enfant n'avait pas été révélée, bien qu'elle fût connue des historiens médicaux allemands. Udo Benzenhöfer (un historien allemand) a fait valoir que le nom de l'enfant ne pourrait jamais divulgué en raison des lois allemandes sur la protection de la vie privée relatives aux dossiers médicaux.  Cependant, en 2007, Ulf Schmidt publia toutes les informations relatives à l'enfant (nom, lieu de naissance, date de naissance et de décès, nom de ses parents) dans son ouvrage biographique de Karl Brandt. Schmidt a écrit : « Bien que cette approche [de Benzenhöfer et d’autres] soit compréhensible et sensible aux sentiments des parents et des proches de l’enfant, elle néglige en quelque sorte l’enfant lui-même et ses souffrances individuelles…  En l'appelant « enfant K », non seulement nous médicalisons l'histoire de l'enfant, mais nous légitimons aussi la demande des parents de placer l'anonymat au dessus de la personnalité et de la souffrance de la première victime d'euthanasie. » Schmidt n'a pas révélé si les parents de l'enfant étaient encore vivants.

## Vie
Gerhard Kretschmar est né à Pomssen, un village au sud-est de Leipzig. Il avait pour parents Richard Kretschmar, un ouvrier agricole, et sa femme Lina Kretschmar. Schmidt les décrit comme des « nazis ardents ». Gerhard est né aveugle, avec une ou zéro jambe et avec un bras (Les dossiers médicaux d'origine étant perdus, les informations varient selon les sources). Il était aussi sujet à des convulsions. Brandt a plus tard ajouté que l'enfant était aussi « un idiot », bien que la façon dont cela a été déterminé ne soit pas expliquée. 
Richard Kretschmar a emmené son fils chez le docteur Werner Catel, pédiatre à la clinique universitaire pour enfants de Leipzig, dans le but que son fils soit « endormi ». Catel a refusé puisque c'était illégal. Kretschmar a alors écrit à Hitler pour lui demander d'annuler la loi qui empêchait « ce monstre » d'être tué. Cette pétition a été reçue au secrétariat privé d'Hitler (la Chancellerie du Führer) dirigé par Philipp Bouhler. Hans Hefelman et Philipp Bouhler ont montré cette pétition à Hitler, conscient de son soutien en faveur du « massacre par pitié » de personnes gravement handicapées. 
Hitler a convoqué Karl Brandt, l'un de ses médecins personnels, et l'a envoyé à Leipzig pour enquêter sur l'affaire Kretschmar. Il a déclaré à Brandt que si l'état de Gerhard Kretschmar était bien celui décrit dans la pétition, il autoriserait alors Brandt à tuer Gerhard, en consultation avec les médecins locaux, et si des poursuites judiciaires étaient engagées, l'affaire ne serait pas jugée. À Leipzig, Brandt examina l'enfant, consulta Catel et le docteur Helmut Kohl. Il est également allé à Pomssen pour voir les parents.  Lorsque Brandt informa les médecins de Leipzig des instructions d'Hitler, ils convinrent que Gerhard Kretschmar soit tué, sachant que c'était illégal.

## Décès
Le registre de l'église de Pomssen indique que Gerhard Kretschmar est décédé à Pomssen de « faiblesse cardiaque » le 25 juillet.  Il a été enterré dans le cimetière luthérien trois jours plus tard.  Bien qu'il n'existe aucun dossier médical, que les témoignages de Brandt et de Catel après la guerre soient contradictoires et peu concis, Schmidt pense que Gerhard a été tué à la clinique de Leipzig par une injection d'une drogue (telle que le Phénobarbital) et que le registre de l'église a été falsifié pour le cacher. 

## Impact
Les historiens ont qualifié cette affaire de « ballon d'essai », une affaire délibérément choisie pour tester et déclencher la mise en œuvre du programme de mise à mort préparé depuis des mois. En réalité, le meurtre de Gerhard Kretschmar a immédiatement été suivi de nouvelles actions allant dans ce sens, comme ce fut le cas peu de temps avant le début de la Seconde Guerre mondiale. En octobre, Hitler a donné à Brandt et à Bouhler une autorisation écrite, antidatée au 1er septembre, pour commencer l’enregistrement systématique des enfants gravement handicapés et pour réunir un groupe de médecins qui décideraient du sort de ces enfants. Cependant, l'enregistrement a commencé le 18 août, soit trois semaines seulement après le décès de Gerhard Kretschmar.